# Betty Boop's Ups and Downs

Betty Boop's Ups and Downs est un court métrage américain réalisé par Dave Fleischer en 1932, dans la série Betty Boop.

## Synopsis
Saturne achète la Terre à la Lune.

## Commentaire
Ce court métrage représente la Grande Dépression.
Il a été censuré pour antisémitisme a cause d'un personnage représenté en Juif caricatural.[réf. nécessaire]